# Chengnan (socken i Kina, Shanxi)
Chengnan (kinesiska: 城南, 城南乡) är en socken i Kina. Den ligger i provinsen Shanxi, i den norra delen av landet, omkring 190 kilometer sydväst om provinshuvudstaden Taiyuan. Antalet invånare är 13 918. Befolkningen består av 6 469 kvinnor och 7 449 män. Barn under 15 år utgör 16,0 %, vuxna 15-64 år 76 %, och äldre över 65 år 7,0 %.
Genomsnittlig årsnederbörd är 815 millimeter. Den regnigaste månaden är juli, med i genomsnitt 264 mm nederbörd, och den torraste är december, med 2 mm nederbörd.